# Wilhelm Brinkmann
Wilhelm "Willi" Brinkmann  (født 25. oktober 1910 i Oberhausen, Nordrhein-Westfalen, død 12. februar 1991 i Düsseldorf) var en tysk håndboldspiller, som deltog under Sommer-OL 1936.
Brinkmann spillede markhåndbold for klubben TuRU Düsseldorf.
Han var en del af det tyske håndboldlandshold, som deltog i OL 1936. Det var første gang, håndbold var på programmet ved et OL, og turneringen blev spillet på græs på 11-mandshold. Oprindeligt var ti hold tilmeldt, men Danmark, Holland, Sverige og Polen meldte fra, så blot seks hold deltog. Disse blev delt op i to puljer, hvor Tyskland vandt sin pulje suverænt med en samlet målscore på 51-1 efter blandt andet en 29-1 sejr over USA. De to bedste fra hver pulje gik videre til en finalerunde, hvor alle spillede mod alle. Igen vandt Tyskland alle sine kampe, men dog i lidt tættere kampe. Således vandt de mod Østrig med 10-6. Som vinder af alle kampe vandt tyskerne sikkert guld, mens Østrig fik sølv og Schweiz bronze. Brinkmann spillede tre af kampene.